# Dendrocygne des Antilles
Dendrocygna arborea
Espèce
Statut de conservation UICN

 NT A3c : Quasi menacé
Statut CITES
Le Dendrocygne des Antilles (Dendrocygna arborea) aussi appelé Dendrocygne à bec noir est une espèce d'oiseau de la famille des anatidés. Parmi tous les dendrocygnes c'est l'espèce qui se perche le plus souvent dans les arbres, en particulier sur les palmiers.

## Description

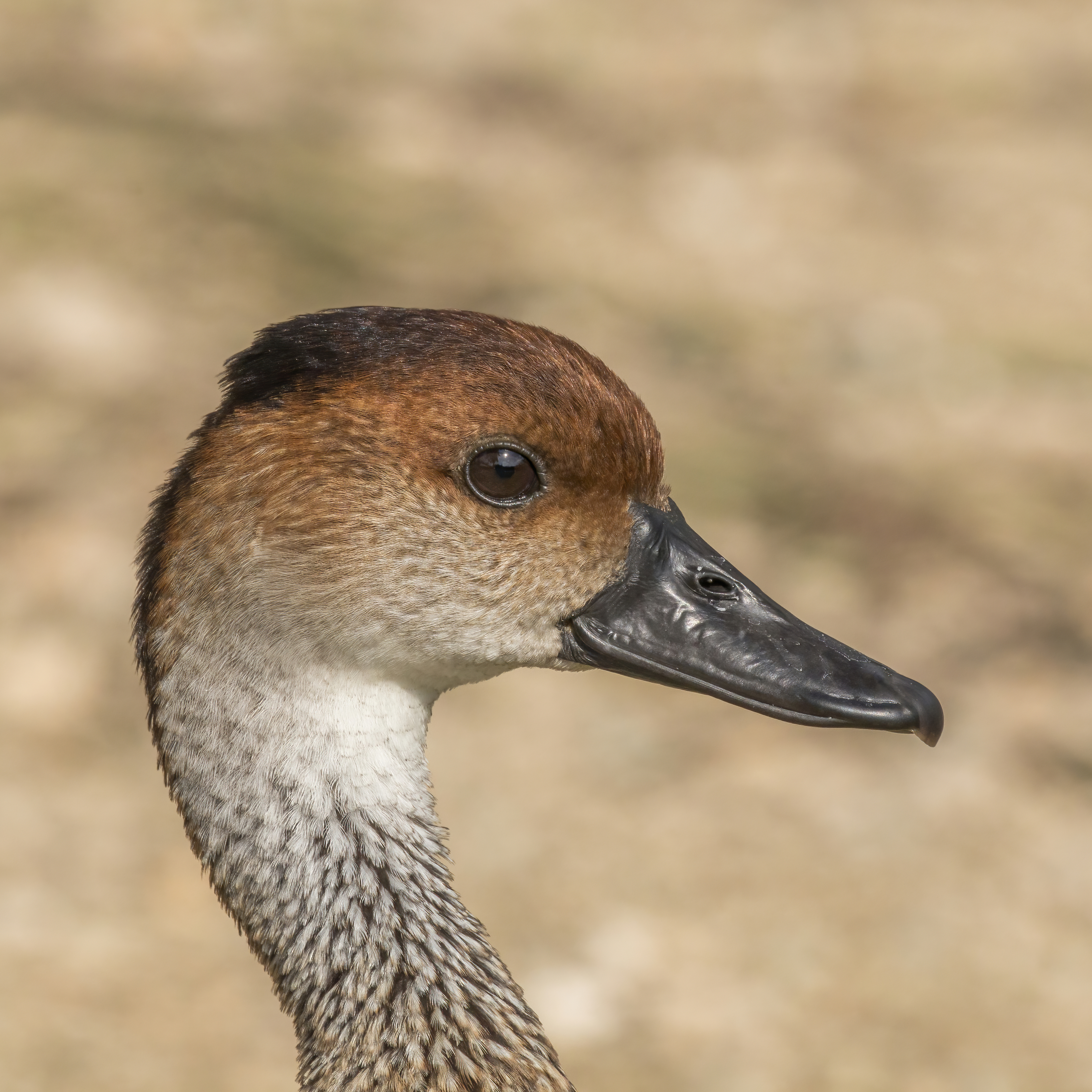
La tête. Au Grand Cayman, Caraïbes.

Il s'agit du plus grand des dendrocygnes puisqu'il mesure entre 48 et 58 cm. Le plumage est brun foncé avec des taches noires et blanches sur les flancs, les joues et le cou. Le bec et les pattes sont noirs. Il ressemble beaucoup au Dendrocygne tacheté plus petit, aux ailes davantage brun foncé et à la répartition différente.
Le juvénile est plus terne avec les parties inférieures plus striées que tachetées.

## Répartition et habitat
Le Dendrocygne des Antilles habite les Antilles notamment les Bahamas, Cuba, Hispaniola, Porto Rico, la Jamaïque, les Îles Caïmans, les îles Vierges et la Barbade. Il est accidentel dans les Antilles françaises. C'est un oiseau des mangroves et des marais boisés.

## Biologie
Il passe peu de temps sur l'eau préférant rester caché sur les berges ou perché dans les arbres. C'est un oiseau craintif dont l'activité est principalement crépusculaire et nocturne.
Le nid est généralement placé dans un tronc d'arbre, une Broméliacée, ou dans les broussailles près de l'eau.
Le Dendrocygne des Antilles est un oiseau sédentaire même si certains individus voyagent entre les îles.

## Populations
L'espèce est classée vulnérable au niveau international. La population se situe aux alentours de 15 000 oiseaux. Le Dendrocygne des Antilles souffre de la chasse excessive qui lui est faite ainsi que du drainage des zones humides.